# Dagonet
Dagonet var enligt legenden om kung Artur dennes hovnarr. Han ansåg sig vara en modig krigare, men var i själva verket feg. Dagonet porträtteras i filmen King Arthur från 2004 som en modig, självuppoffrande riddare.
Det sägs även att han föll när Arturs slott Camelot blev övertaget.